# Schans (Swartbroek)

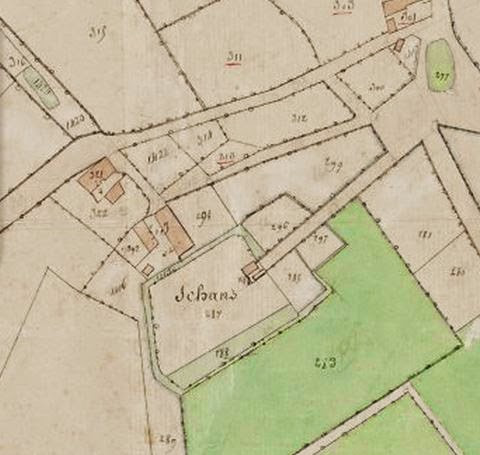
Schans van Swartbroek op het adastraal minuutplan van 1811-1832

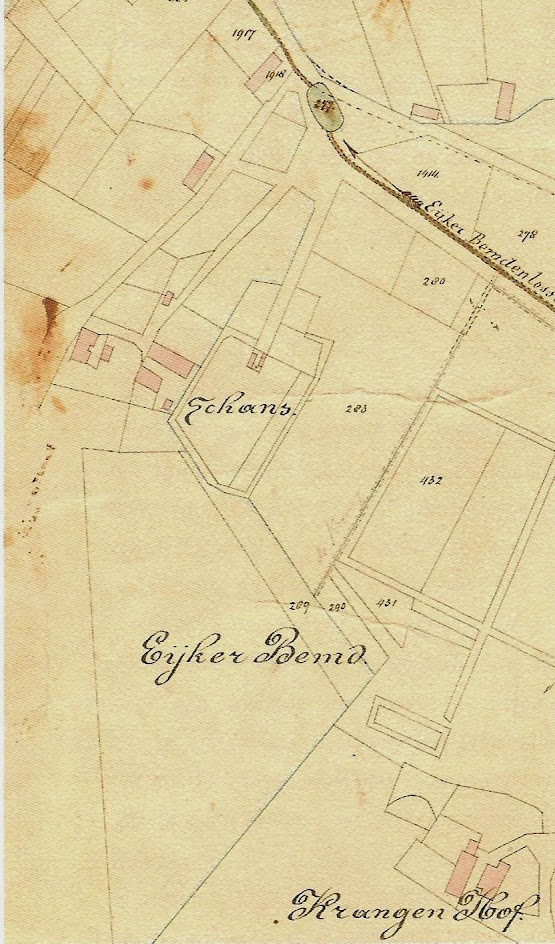
Schans van Swartbroek op de legger Waterlossingen van 1903

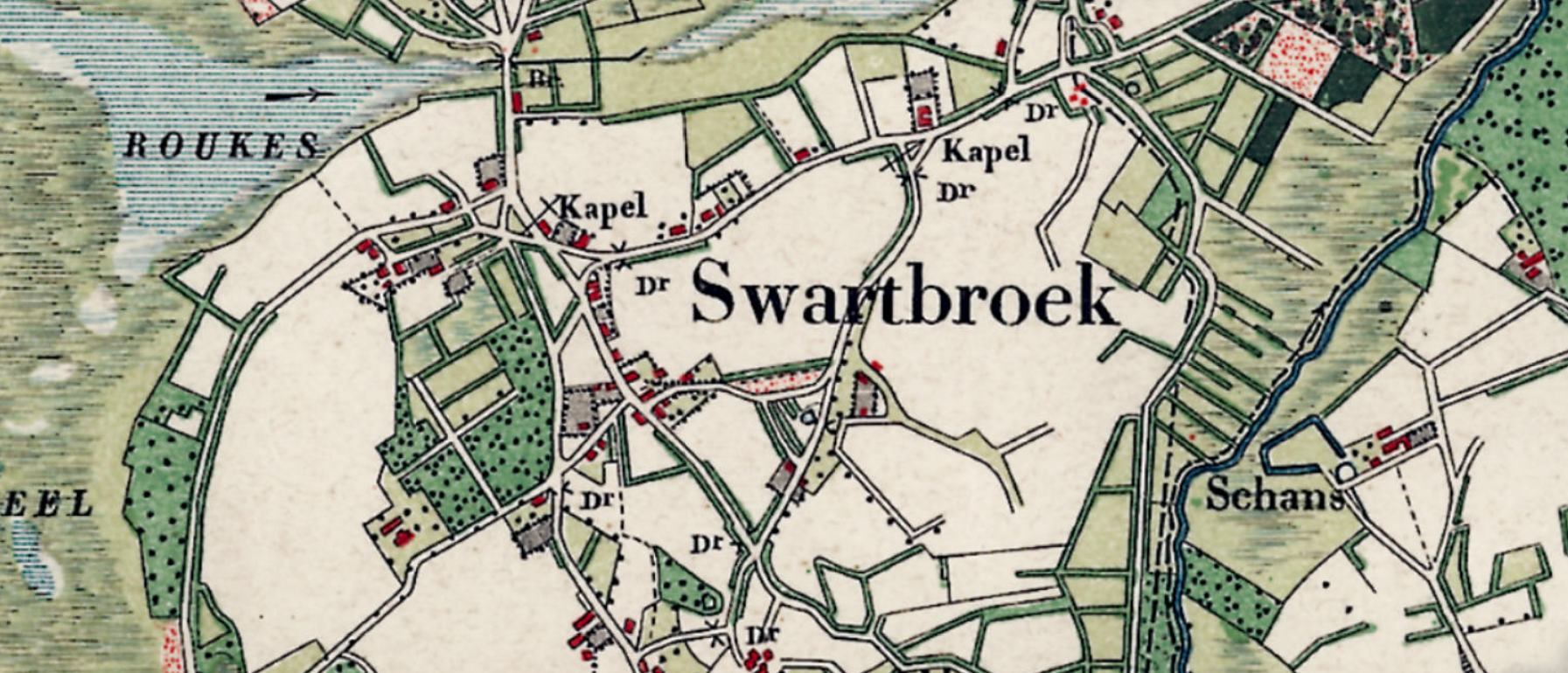
Schans van Swartbroek en de Ellerschans op de topografische militaire kaart van 1902

De schans van Swartbroek was een boerenschans in de Nederlands-Limburgse gemeente Weert. De schans lag direct ten westen van het dorp nabij de Ringstraat.
Op ongeveer 1400 meter naar het oosten lag de Ellerschans.

## Geschiedenis
Aan het begin van de 17e eeuw hadden de inwoners last van plunderende soldaten. Zo kwamen er in 1604 tientallen klachten van deze rooftochten terecht bij de schout van Weert. Om zichzelf te kunnen verdedigen wierpen de lokale bewoners in waarschijnlijk 1634 een schans op. Uit die tijd resteert een schansreglement. De schans was eigendom van de inwoners van Swartbroek en het beheer werd georganiseerd door de schansraad die bestond uit inwoners van de plaats. Een van de raadsleden was de schansmeester (penningmeester).
In 1658 brak er in de schans brand uit.
In de tweede helft van de 17e eeuw stelde het armenbestuur van Weert een huis ter beschikking.
In 1696 werd de helft van het schanshuis aangekocht door Reinier van Sittard.
De pachtopbrengsten die voort vloeiden uit de op de schans gelegen boerderij De Schans en het naast gelegen Schansveen werden opgetekend in het schansboek en kwamen ten goede aan de kerk, de school en het huis bij de school.
In 1835 kwam er een eigen kerkfabrieksraad voor de kerk van Swartbroek en in 1850 gingen de leden daarvan ook deel uitmaken van de schansraad.
In 1887 werd er besloten het kreupelhout in het Schansveen te kappen en de bedden met dennen te beplanten. Vanaf 1908 werd het Schansveen ontgonnen.
In 1922 besloot men om de schans en de Corneliusbeemden met Canadabomen te verkopen om zo geld te krijgen om een nieuwe kerk te bouwen. In 1924 vond de verkoop plaats, waarna de grachten gedempt zijn.

## Constructie
De schans had een oppervlakte van ongeveer 65 are en lag op ongeveer 350 meter westelijk van de plaats. Aan de noordoostkant had de schans een voorschans en rond de schans lagen grachten.